# Pachira speciosa
Pachira speciosa là một loài thực vật có hoa trong họ Cẩm quỳ. Loài này được Triana & Planch. mô tả khoa học đầu tiên năm 1862.